# Elisabetta Bucciarelli
Elisabetta Bucciarelli (Milano, 13 maggio 1969) è una scrittrice italiana.

## Biografia
Elisabetta Bucciarelli è nata e vive a Milano, dove si è diplomata in drammaturgia presso il Laboratorio di scrittura drammaturgica del Piccolo Teatro di Milano. Ha lavorato sui temi della scrittura partecipando a seminari presso il Piccolo Teatro di Milano con Giorgio Strehler e a San Marino con Tonino Guerra. Come giornalista ha collaborato con diverse testate occupandosi di attualità, cinema, arte, psicologia, nuove tendenze. Si occupa di libri per Booksweb.tv e per alcune testate giornalistiche straniere.
Ha collaborato alla stesura di testi teatrali (tra questi Ginepraio del 1992, selezionato da Franca Rame e A cura di tutti del 1994) e cinematografici (tra cui Amati Matti del 1996, Fame chimica del 1997), e ha firmato due cortometraggi per RaiArt. 
Ha pubblicato i saggi Io sono quello che scrivo. La scrittura come atto terapeutico e Le professioni della scrittura e i romanzi Happy hour, Dalla parte del torto,  Femmina de luxe, Io ti perdono e Ti voglio credere e "Corpi di scarto", oltre a numerosi racconti su riviste e antologie.
Femmina de luxe ha vinto il premio 'Bloody Mary Award' per il miglior thriller pubblicato nel 2008 in Italia e assegnato dal sito tematico Thriller Cafè con voti di una giuria di scrittori professionisti, traduttori, editor e webmaster del settore. 
Io ti perdono si è aggiudicato la Menzione speciale della giuria al premio Scerbanenco 2009, "Per l'originalità della scrittura e l'indagine psicologica", e il Premio Fedeli 2010.
"Ti voglio credere" ha vinto il premio Scerbanenco 2010, per il miglior romanzo Noir edito. "Corpi di scarto" ha vinto nel 2011 il premio Lucia Prioreschi per il miglior romanzo noir dell'anno. Nel 2015 esce "La resistenza del maschio" (NNE) e nel 2017 "Chi ha bisogno di te" (Skira).
È tradotta in lingua tedesca, spagnola e francese.

## Opere

### Romanzi
- Happy Hour (Mursia 2005)
- Dalla parte del torto (Mursia 2007) semifinalista al premio Scerbanenco 2007; finalista al premio Azzeccagarbugli 2008.
- Femmina de luxe (Perdisa Pop 2008) finalista al premio Azzeccagarbugli 2009; vincitore del Bloody Mary Award 2008 (web-award). Nuova edizione in Feltrinelli Zoom 2013.
- Io ti perdono (Colorado Noir/Kowalski 2009) finalista al Premio Mediterraneo del giallo e del noir 2009, finalista e Menzione speciale della giuria al premio Scerbanenco 2009; vincitore del Bloody Mary Award 2009 (web-award ex aequo con Il Suggeritore di Donato Carrisi), vincitore della XIII edizione del Premio Franco Fedeli.
- Ti voglio credere (Colorado Noir/Kowalski 2010), vincitore del Premio Scerbanenco 2010 al miglior romanzo noir edito dell'anno.
- Corpi di scarto, (VerdeNero, Edizioni Ambiente, 2011). Premio Lucia Prioreschi-Il Tirreno, Serravalle Noir 2011.
- L'etica del parcheggio abusivo, (Feltrinelli UE, 2013).
- Dritto al cuore, (E/O, 2013).
- La resistenza del maschio, Milano, NN Editore, 2015, ISBN 9788899253097.
- Chi ha bisogno di te, (Skira, 2017).

### Racconti
- L'arte è morta evviva l'arte (in Crimine, Stampa Alternativa)
- Travestimenti di Natale (La Repubblica)
- Forse esisto (in Delitti e Misteri)
- Adesso è già dopo (in Cara Famiglia)
- Quadri di fogna (in Città violenta, Addiction)
- Topi d'arte (Il Giornale)
- I miei migliori amici (in Cronache dal fantastico mondo dell'arte)
- La gola del Sarchia (in Suicidi falliti per motivi ridicoli, Coniglio editore)
- Il paradosso dell'arciere (in Uccidere per sport, Todaro)
- Piovono fiori dal cielo (in L'Italia si racconta. 60 anni di Repubblica, Comune di Seregno)
- Tela di ragno (in Gangster di Annamario Fassio, Giallo Mondadori)
- Primo pelo (in Alle Signore piace il nero, Sperling&Kupfer)
- Crepa-Cuore (in Auroralia, Zona)
- Bambine capricciose (Cooperazione.Ch)
- Buon compleanno, Matilda! (in Lama e trama 2010)
- Culo di piombo (in Seven, a cura di Gian Franco Orsi, Piemme)
- Poetic Porno (in Eros e Thanatos, Supergiallo Mondadori, 2010)
- L'annata migliore (in Autori DOC, Santa Margherita/Feltrinelli 2010)
- La caccia di Natale (Cooperazione.Ch, 2010)
- Materna e Matriarcale, Aosta, regina del Nord (Corriere Nazionale, Gennaio 2012)
- La lista (in Il momento del distacco, a cura di Alessandro Greco, Guanda 2013)
- CR7 (in Racconti in sala d'attesa, a cura di Cristina Zagaria, Caracò, 2013)
- L'abbraccio (in Un inverno color noir, a cura di Marco Vichi, Guanda, 2014)
- Caro Mister. Lettera di un bambino al suo allenatore di calcio (in Le favole dell'attesa, a cura di Cristina Zagaria, Caracò, 2014)
- L'ordinanza (in Il cuore nero delle donne, a cura di Luca Crovi, Guanda 2015)
- La Madonna di Natale (in "Donna Moderna", Dicembre 2016)
- La casa vuota (in "La Regione", a cura di Andrea Fazioli, 9 dicembre 2016)
- Perdutamente tuo (E vissero... sconfitti e vincenti, a cura di Michele Spagnuolo, Overtime Festival Macerata, 2017)
- La logica del corniciaio, a cura di Bonafini e Falconi (in La vita invisibile, Avagliano, 2021)

### Saggi
- Io sono quello che scrivo. La scrittura come atto terapeutico (Calderini, 1998)
- Le professioni della scrittura. Come trasformare una passione in un lavoro di successo (Eda IlSole24ore, 2001)
- Come Lawrence d'Arabia, in José e Pilar, a cura di G. Mondadori (Feltrinelli Real Cinema 2010)
- Chinatown, in A Film Memoir, Roman Polanski, a cura di G. Mondadori (Feltrinelli Real Cinema 2013)
- Scrivo dunque Sono. Trovare le parole giuste per vivere e raccontarsi, (Ponte alle Grazie 2014)
- Dialogo al buio, in Per altri occhi, a cura di G. Mondadori (Feltrinelli Real Cinema 2014)
- Elisabetta Bucciarelli, in La formazione della scrittrice, a cura di Chicca Gagliardo e Gabriele Dadati, da un'idea di Giulio Mozzi, (Laurana, 2015)
- Prefazione e ideazione del progetto-antologia: L'uomo nero, stereotipi maschili raccontati dalle donne, AAVV, (Caracò 2017)
- Raccontare un quartiere. Luoghi volti e memorie della Bicocca, intervento dal titolo: Disabitare il cuore, (Scalpendi 2019)

## Filmografia

### Sceneggiatrice
- Tempo da buttare, regia di Roberta Torre (1991) - cortometraggio.
- Amati matti, regia di Daniele Pignatelli (1996) - mediometraggio - Menzione speciale Aiace alla 53ª Biennale del cinema di Venezia.
- Liberi tutti, regia di Paolo Vari (1998) - cortometraggio.

## Teatro
- Forte come un toro (1989), regia di Michele De Vita Conti.
- Coautrice con C. Tomati, A. Scardovelli e S. Giacomelli, del testo Clockwork, rovello al Tic Toc, liberamente ispirato al testo Un'arancia a orologeria di Antony Burgess (1990/91)
- Coautrice con M. Maggioni, C. Tomati, & Co, del testo Oh quante sono incantatrici, oh quanti incantator tra noi che non si sanno!, tratto dal romanzo "Andrea o i ricongiunti" di Hugo Von Hofmannsthal (1991/92)
- Coautrice con S. Giacomelli, di Ginepraio commedia a quattro mani (1992)
- Firma con D. Sartorio e G. Villani il testo A cura di tutti (1994)
- Adattamento teatrale della sceneggiatura cinematografica di Amati Matti (1996)
- L'etica del parcheggio abusivo, Teatro Elfo Puccini Milano, regia di Sergio Ferrentino, una produzione AutoreVole, Fonderia Mercury (11 e 12 gennaio 2013), Cortona Mix (Luglio 2013), La passione per il delitto (Erba, Ottobre 2013), pubblicato da Feltrinelli Editore nella versione ebook Zoom e nella collana dell'Universale Economica Feltrinelli.
- L'etica del parcheggio abusivo, Audiodramma, Cd, Salani (2013)
- L'etica del parcheggio abusivo, racconto e audiodramma, Feltrinelli (2013)

## Discografia
- Filomena volante, canzone scritta insieme al cantautore Andrea Del Monte con l'introduzione dell'attrice Sabrina Ferilli. La canzone è dedicata alla figura della brigantessa Filomena Pennacchio ed è contenuta nel disco libro Brigantesse, storie d'amore e di fucile, edizioni Pontesisto (2019),
- Un filo che sfugge, canzone scritta con il cantautore Andrea Del Monte, contenuta nel disco libro  Rebus Banksy. L’uomo dall’arte ribelle, Ensemble editore, 2023, ISBN 979-1255710813.